# Eryk Tatuś
Eryk Tatuś, od 1947 roku metrykalnie Aleksander Tatuś (ur. 22 lipca 1914 w Hajdukach Wielkich, zm. 14 kwietnia 1985 w Wuppertal) – polski piłkarz.
Większa część kariery piłkarskiej Tatusia była związana z przynależnością do Ruchu Chorzów. W 1923 roku rozpoczął treningi w zespole juniorów, zaś do drużyny seniorów został włączony w sezonie 1934. Tatuś występował w Ruchu do momentu wybuchu II wojny światowej i zdobył z nim w tym czasie czterokrotnie mistrzostwo Polski (1934, 1935, 1936, 1938). W latach 1939–1941 grał w powołanym przez władze okupacyjne Bismarckhütter Sport Vereinigung. Po zakończeniu wojny występował w latach 1945–1950 w RKS–ie Łagiewniki, zaś po zakończeniu kariery piłkarskiej sprawował w tym klubie funkcję działacza oraz koordynatora sekcji piłkarskiej.

## Kariera piłkarska
Eryk Tatuś urodził się 22 lipca 1914 roku w Hajdukach Wielkich. Karierę piłkarską rozpoczął w 1923 roku, kiedy to zasilił młodzieżową drużynę Ruchu Chorzów. Do zespołu seniorów został włączony w sezonie 1934 w wyniku bezterminowej dyskwalifikacji nałożonej na Edwarda Kurka. Na początku rozgrywek ligowych podstawowym bramkarzem Ruchu był Artur Ploch, jednak od dwunastej kolejki zastąpił go Tatuś. Ligowy debiut zanotował podczas wygranego meczu z ŁKS–Łódź (6:0, 5 sierpnia 1934 roku), w którym zachwał czyste konto. W październiku zagrał przeciwko Garbarni Kraków (2:2, 28 października 1934 roku), zaś prasa uznała go za najlepszego zawodnika na boisku. Po zakończeniu rywalizacji widownia urządziła mu owację i został przez nią zniesiony z boiska. Na przełomie grudnia i stycznia 1935 roku drużyna Ruchu jechała na tournée do Niemiec, gdzie miała rozegrać mecze towarzyskie z Bayernem Monachium i VfB Stuttgart. Tatuś zagrał w obu wygranych konfrontacjach. W spotkaniu z Bayernem (0:1, 30 grudnia 1934 roku) obronił w pierwszej połowie rzut karny wykonywany przez Helmuta Schneidera, zaś w rywalizacji ze VfB Stuttgart (4:5, 1 stycznia 1935 roku) został przy stanie 2:0 zmieniony przez Hermana Kremera, po czym na kwadrans przed końcem meczu zastąpił go w wyniku odniesionej kontuzji. W rozgrywkach ligowych Ruch zajął pierwsze miejsce, dzięki czemu obronił tytuł mistrza Polski zdobyty przed rokiem. Tatuś zagrał w dziesięciu kolejkach, przepuścił trzynaście goli i trzykrotnie zachował czyste konto.
W kwietniu 1935 roku podczas wygranego meczu z Wisłą Kraków (4:2, 14 kwietnia 1935 roku), Ruch stracił na początku drugiej połowy gola po błędzie Tatusia, który wybiegł z bramki. Pod koniec maja w wygranym spotkaniu z Polonią Warszawa (1:2, 26 maja 1935 roku) Tatuś doznał w drugiej połowie kontuzji i został zmieniony przez Henryka Hylę. W październiku drużyna Ruchu wyjechała na tournée do Niemiec, gdzie miała rozegrać sparingi z Dresdner SC i Fortuną Düsseldorf. Tatuś zagrał w obu pojedynkach. W przegranym meczu z Dresdner SC (2:0, 31 października 1935 roku) obronił rzut karny wykonywany przez Helmuta Schöne, zaś w wygranym spotkaniu z Fortuną (0:1, 1 listopada 1935 roku) został uznany za najlepszego zawodnika na boisku i doznał kontuzji, która wyeliminowała go z gry na dziesięć minut. W sezonie 1935 Ruch trzeci raz z rzędu został mistrzem Polski. Tatuś wystąpił we wszystkich dwudziestu meczach ligowych, przepuścił dwadzieścia cztery bramki i dziewięciokrotnie zachował czyste konto.  

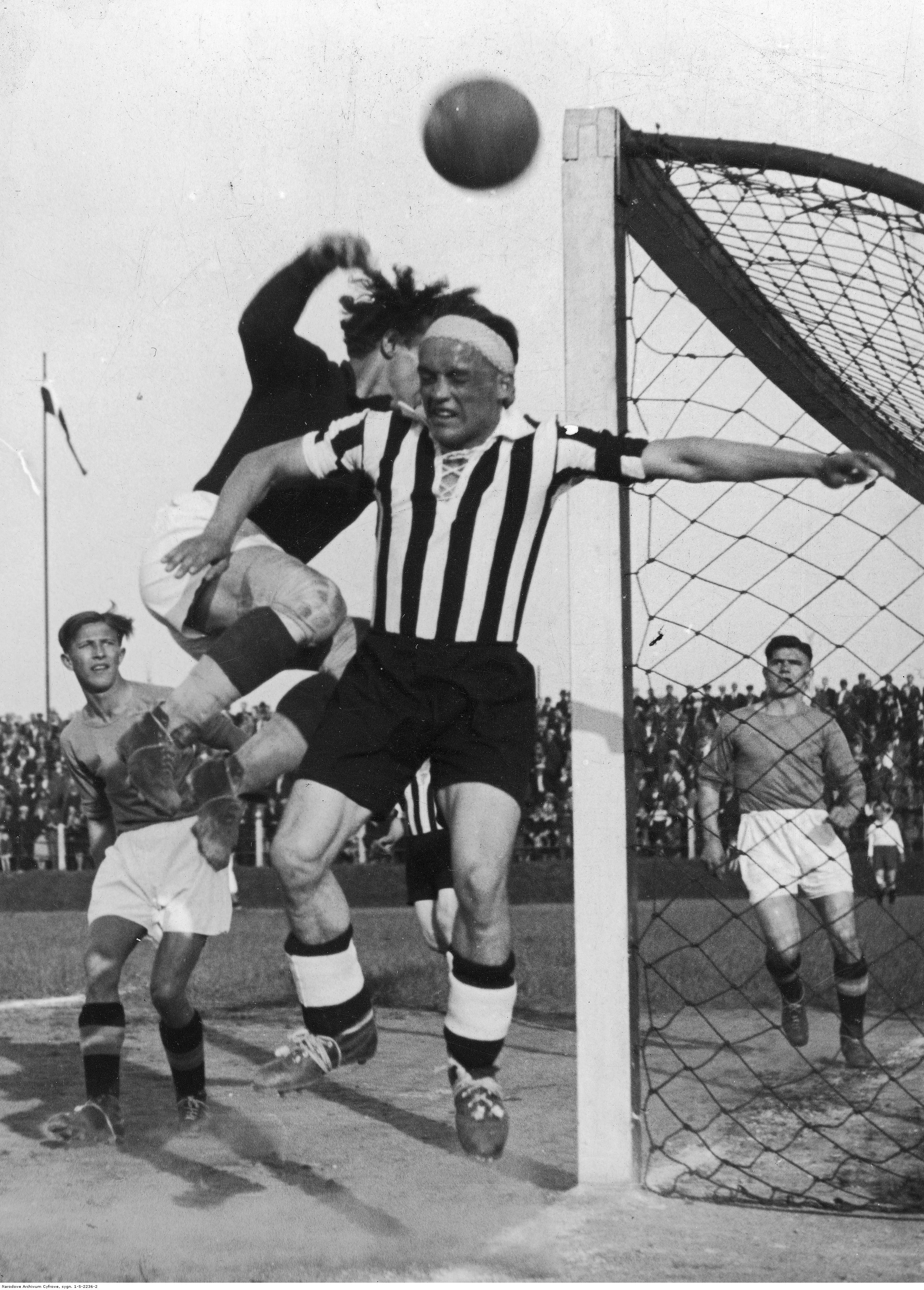
Interwencja Tatusia w meczu towarzyskim z Jeunesse Esch w 1939 roku

W kwietniu 1936 roku drużyna Ruchu jechała na wielkanocne tournée do Niemiec, gdzie miała rozegrać mecze z Sportfreunde Halle, Dresdner SC i Fortuną Lipsk. Tatuś zagrał we wszystkich spotkaniach towarzyskich. W zremisowanej konfrontacji z Sportfreunde Halle (2:2, 10 kwietnia 1936 roku) złamał żebro i został odwieziony do szpitala. Komisariat policji w Hajdukach Wielkich podał informację, jakoby bramkarz miał umrzeć w wyniku odniesionej kontuzji. W wygranym spotkaniu ligowym przeciwko Garbarni Kraków (6:1, 18 października 1936 roku) wypracował dalekim wykopem piłki sytuację bramkową Ernestowi Wilimowskiego, którą zamienił na gola. W przegranym meczu z Wartą Poznań (0:2, 1 listopada 1936 roku) zderzył się z napastnikiem Fryderykiem Scherfke, po czym Józef Nawrat strzelił bramkę dla gości. Według prasy Tatuś był w tym pojedynku „niedysponowany” oraz nie potrafił „przytrzymać piłki”, przez co jego występ został oceniony słabo. W sezonie 1936 Ruch zdobył kolejny tytuł mistrza Polski. Tatuś zagrał we wszystkich osiemnastu meczach ligowych w pełnym wymiarze czasowym, przepuścił trzydzieści trzy bramki i dwukrotnie zachował czyste konto.
W 1937 roku Tatuś pełnił służbę wojskową w 75. Pułku Piechoty w Hajdukach Wielkich i grał w drużynie Wojskowego Klubu Sportowego „Bytomiak”. W sezonie 1937 Ruch nie obronił tytułu mistrzowskiego z poprzedniego roku i zajął na zakończenie rozgrywek ligowych trzecie miejsce w tabeli. Tatuś wystąpił w jedenastu spotkaniach, przepuścił dziewiętnaście goli i raz zachował czyste konto.
W lipcu 1938 roku podczas wygranego meczu towarzyskiego ze Stadionem Mikołów (2:8), doznał w pierwszej połowie kontuzji, po czym został zmieniony przez Waltera Broma. W sezonie 1938 Ruch odzyskał tytuł mistrzowski. Tatuś pełnił rolę rezerwowego, przez co wystąpił w sześciu meczach ligowych sezonu, przepuścił jedenaście bramek i raz zachował czyste konto. 
Ze względu na wybuch II wojny światowej rozgrywki ligowe w sezonie 1939 nie zostały ukończone. Tatuś rozegrał ostatni mecz w barwach Ruchu przed okupacją przeciwko Polonii Warszawa (2:3, 2 lipca 1939 roku). W niedokończonych rozgrywkach zagrał w siedmiu pojedynkach, przepuścił jedenaście goli i raz zachował czyste konto. Dwa dni po wybuchu II wojny światowej niemieckie władze okupacyjne zlikwidowały Ruch, zaś w listopadzie powołały w jego miejsce Bismarckhütter Sport Vereinigung 1899 e.V, w którym grała część przedwojennych piłkarzy Ruchu. Tatuś występował w BSV w latach 1939–1941. Po zakończeniu wojny związał się z RKS–em Łagiewniki, dla którego na przestrzeni pięciu lat rozegrał ponad sto spotkań. Po zakończeniu kariery piłkarskiej pełnił w RKS–ie funkcję działacza oraz koordynatora sekcji piłkarskiej.

## Kariera reprezentacyjna

### Rzekomy występ w reprezentacji Polski
Przez wiele lat uważano, że Eryk Tatuś zadebiutował w reprezentacji Polski w zremisowanym meczu przeciwko Łotwie (3:3, 6 września 1936 roku), będącym zarazem jego jedynym występem w barwach narodowych (w istocie była to jedna z dwu reprezentacji, inny skład rozgrywał w tym samym dniu, też jako reprezentacja Polski, mecz z Jugosławią). Po utracie pierwszej bramki, której autorem był Ēriks Pētersons, Tatuś miał doznał kontuzji i zostać zmieniony przez Lucjana Rudnickiego. 
Jednakże przeprowadzone w 2021 r. dokładne analizy, których dokonał historyk futbolu Leszek Śledziona, wykazały, że w całym meczu bronił Lucjan Rudnicki. W relacjach polskich zachowały się opisy interwencji Rudnickiego w pierwszych minutach meczu, czyli w czasie, w którym miał bronić Tatuś; w relacjach gazet łotewskich w składzie wymieniano Rudnickiego jako grającego cały mecz. Odnaleziono też opublikowaną nazajutrz po meczu relację prasową, której autor zarzucił Józefowi Kałuży, trenerowi reprezentacji, błąd polegający na wystawieniu w składzie Rudnickiego, który przepuścił trzy łatwo strzelone przez Łotyszy bramki, zamiast Eryka Tatusia. Oznacza to, że wieloletnie uznawanie Tatusia za jednokrotnego reprezentanta Polski było błędne.

### Reprezentacja Śląska

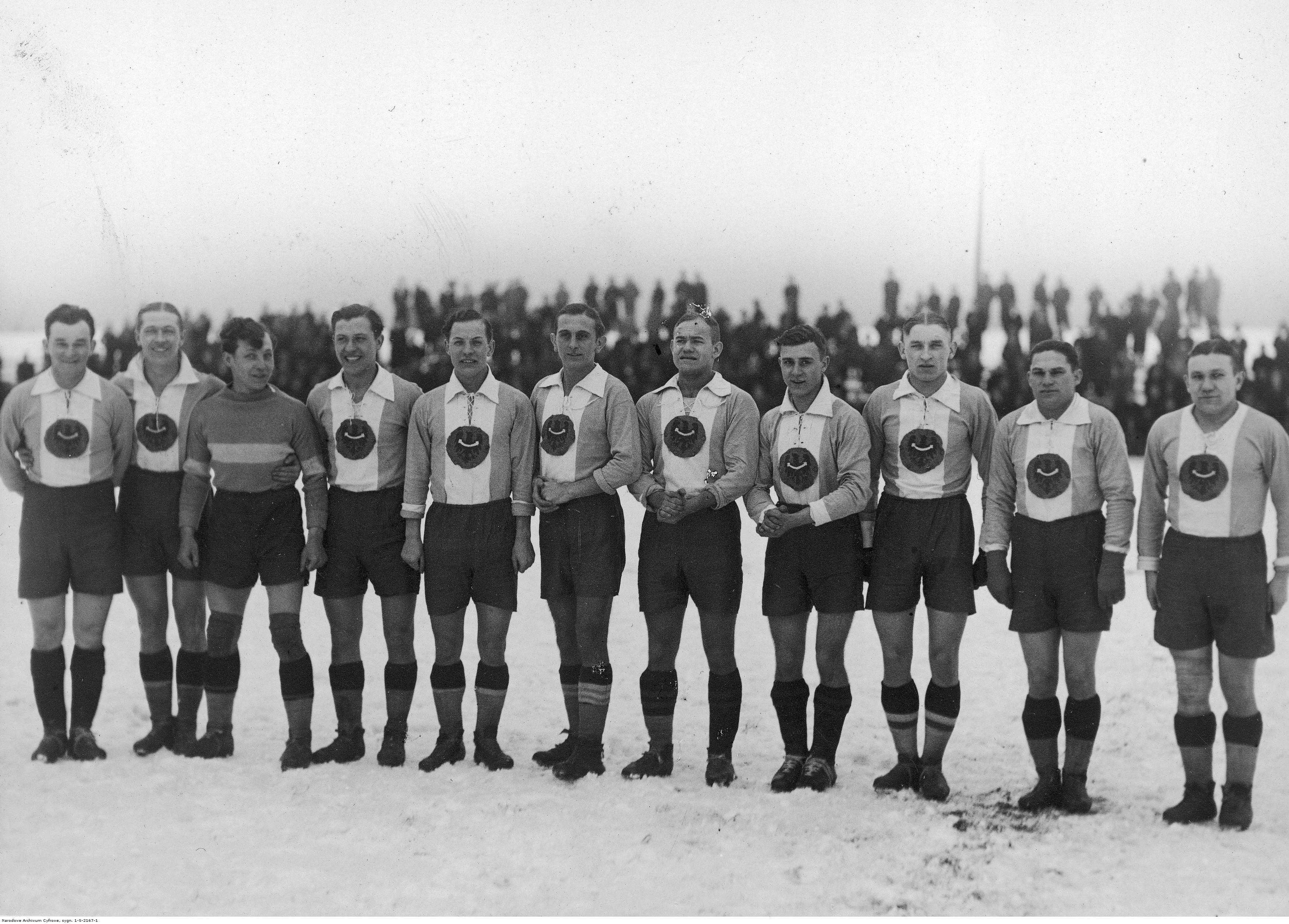
Reprezentacja Śląska przed meczem z Floridsdorfer AC (4:4, 6 grudnia 1936). Tatuś trzeci od lewej.

Tatuś był reprezentantem Śląska w latach 1935–1938. Wystąpił w tym czasie w dwunastu meczach, przepuścił czterdzieści jeden bramek i raz zachował czyste konto. Zadebiutował w wygranym spotkaniu towarzyskim przeciwko reprezentacji Lwowa (5:2, 12 maja 1935 roku). Ostatni pojedynek w barwach reprezentacji zagrał przeciwko Śląskowi Zaolziańskiemu (5:7, 23 listopada 1938 roku).

### Reprezentacja Górnego Śląska
W latach 1924–1939 były rozgrywane mecze pomiędzy reprezentacjami polskiego wschodniego (Autonomiczne Województwo Slaskie) i niemieckiego zachodniego Górnego Śląska (Provinz Oppeln / Gau Oberschlesien). W wyniku powstań śląskich i plebiscytu na Górnym Śląsku region podzielono na część wschodnią i zachodnią, przez co reprezentacje nazywano także odpowiednio Śląskiem Polskim i Niemieckim. Przez prasę konfrontacje te były określane mianem małych meczów międzypaństwowych. Tatuś występował w reprezentacji polskiego Górnego Śląska w latach 1935–1936. Zagrał w tym czasie w dwóch spotkaniach, w których przepuścił jedną bramkę i raz zachował czyste konto. Zadebiutował w zremisowanym meczu rozgrywanym w Zabrzu (3:3, 24 marca 1935 roku), zmieniając w 60. minucie Andrzejewskiego. W marcu 1936 roku wystąpił w wygranym pojedynku w Bytomiu (1:3, 1 marca 1936 roku), który był równolegle ostatnim meczem Tatusia dla reprezentacji.

## Statystyki

### Klubowe w latach 1934–1939
| Sezon | Klub         | Liga   | Liga krajowa | Liga krajowa    | Liga krajowa           |
| ----- | ------------ | ------ | ------------ | --------------- | ---------------------- |
| Sezon | Klub         | Liga   | Mecze        | Stracone bramki | Mecze z czystym kontem |
| 1934  | Ruch Chorzów | I Liga | 10           | 13              | 3                      |
| 1935  | Ruch Chorzów | I Liga | 20           | 24              | 9                      |
| 1936  | Ruch Chorzów | I Liga | 18           | 33              | 2                      |
| 1937  | Ruch Chorzów | I Liga | 11           | 19              | 1                      |
| 1938  | Ruch Chorzów | I Liga | 6            | 11              | 1                      |
| 1939  | Ruch Chorzów | I Liga | 7            | 11              | 1                      |
| Razem | Razem        | Razem  | 72           | 111             | 17                     |

### Reprezentacja Śląska 1935–1938
| Reprezentacja | Rok     | Mecze | Stracone bramki | Mecze z czystym kontem |
| ------------- | ------- | ----- | --------------- | ---------------------- |
| Śląsk         | 1935    | 2     | 6               | 0                      |
| Śląsk         | 1936    | 4     | 17              | 1                      |
| Śląsk         | 1937    | 4     | 9               | 0                      |
| Śląsk         | 1938    | 2     | 9               | 0                      |
| Ogólnie       | Ogólnie | 12    | 41              | 1                      |

| Mecze i gole w reprezentacji | Mecze i gole w reprezentacji | Mecze i gole w reprezentacji | Mecze i gole w reprezentacji | Mecze i gole w reprezentacji | Mecze i gole w reprezentacji            | Mecze i gole w reprezentacji | Mecze i gole w reprezentacji |
| Śląsk                        | Śląsk                        | Śląsk                        | Śląsk                        | Śląsk                        | Śląsk                                   | Śląsk                        | Śląsk                        |
| Lp.                          | Data                         | Miejsce                      | Przeciwnik                   | Wynik                        | Stracone bramki                         | Rozgrywki                    |                              |
| ---------------------------- | ---------------------------- | ---------------------------- | ---------------------------- | ---------------------------- | --------------------------------------- | ---------------------------- | ---------------------------- |
| 1.                           | 12.05.1935                   | Katowice, Polska             | Lwów                         | 5:2                          | Gol · Gol                               | towarzyski                   |                              |
| 2.                           | 18.06.1935                   | Świętochłowice, Polska       | Budapeszt                    | 2:4                          | Gol · Gol · Gol · Gol                   | towarzyski                   |                              |
| 3.                           | 09.02.1936                   | Katowice, Polska             | Polska                       | 1:7                          | Gol · Gol · Gol · Gol · Gol · Gol · Gol | towarzyski                   |                              |
| 4.                           | 21.05.1936                   | Chorzów, Polska              | Kraków                       | 4:0                          |                                         | towarzyski                   |                              |
| 5.                           | 06.12.1936                   | Katowice, Polska             | Floridsdorfer AC             | 4:4                          | Gol · Gol · Gol · Gol                   | towarzyski                   |                              |
| 6.                           | 08.12.1936                   | Chorzów, Polska              | Floridsdorfer AC             | 4:6                          | Gol · Gol · Gol · Gol · Gol · Gol       | towarzyski                   |                              |
| 7.                           | 21.03.1937                   | Kraków, Polska               | Kraków                       | 3:1                          | Gol · Gol · Gol                         | towarzyski                   |                              |
| 8.                           | 06.04.1937                   | Wiedeń, Austria              | Floridsdorfer AC             | 2:4                          | Gol · Gol                               | towarzyski                   |                              |
| 9.                           | 09.06.1937                   | Chorzów, Polska              | Kraj Basków                  | 3:4                          | Gol · Gol                               | towarzyski                   |                              |
| 10.                          | 12.09.1937                   | Chorzów, Polska              | Austria Dolna                | 7:2                          | Gol · Gol                               | towarzyski                   |                              |
| 11.                          | 28.05.1938                   | Katowice, Polska             | RC Strasbourg                | 2:4                          | Gol · Gol · Gol · Gol                   | towarzyski                   |                              |
| 12.                          | 23.11.1938                   | Karwina, Czechosłowacja      | Śląsk Zaolziański            | 5:7                          | Gol · Gol · Gol · Gol · Gol             | towarzyski                   |                              |

### Reprezentacja Górnego Śląska w latach 1935–1936
| Reprezentacja | Rok     | Mecze | Stracone bramki | Mecze z czystym kontem |
| ------------- | ------- | ----- | --------------- | ---------------------- |
| Górny Śląsk   | 1935    | 1     | 0               | 1                      |
| Górny Śląsk   | 1936    | 1     | 1               | 0                      |
| Ogólnie       | Ogólnie | 2     | 1               | 1                      |

| Mecze i gole w reprezentacji | Mecze i gole w reprezentacji | Mecze i gole w reprezentacji | Mecze i gole w reprezentacji | Mecze i gole w reprezentacji | Mecze i gole w reprezentacji | Mecze i gole w reprezentacji | Mecze i gole w reprezentacji |
| Górny Śląsk                  | Górny Śląsk                  | Górny Śląsk                  | Górny Śląsk                  | Górny Śląsk                  | Górny Śląsk                  | Górny Śląsk                  | Górny Śląsk                  |
| Lp.                          | Data                         | Miejsce                      | Przeciwnik                   | Wynik                        | Stracone bramki              | Rozgrywki                    |                              |
| ---------------------------- | ---------------------------- | ---------------------------- | ---------------------------- | ---------------------------- | ---------------------------- | ---------------------------- | ---------------------------- |
| 1.                           | 24.03.1935                   | Zabrze                       | Śląsk Opolski                | 3:3                          |                              | towarzyski                   |                              |
| 2.                           | 01.03.1936                   | Bytom                        | Śląsk Opolski                | 1:3                          | Gol                          | towarzyski                   |                              |

## Sukcesy

### Ruch Chorzów
- Mistrzostwo Polski (4 razy) w sezonach: 1934, 1935, 1936, 1938
- 3. miejsce w mistrzostwach Polski w sezonie 1937

## Życie prywatne
Tatuś pracował w charakterze robotnika i laboranta. Po zakończeniu II wojny światowej został skazany na półtora roku więzienia, za „antypolską” działalność w czasie jej trwania. W 1947 roku zmienił imię na Aleksander, zaś w 1965 wyjechał do Niemiec. Wątek o Tatusiu pojawił się w filmie Kazimierza Kutza pt. „Perła w koronie”, w którym strajkujący górnicy rozmawiali na temat decydującego o mistrzostwie Polski w sezonie 1933 meczu pomiędzy Cracovią a Ruchem Chorzów. Górnicy stwierdzili, że jak bydzie chytoł Tatuś, to Ruch wygro, jednak nie było to zgodne z faktami, gdyż drużynę zasilił w kolejnym roku.